# Time to Die (The Dodos)
Time to Die è il terzo album in studio del gruppo musicale folk rock statunitense The Dodos, pubblicato nel 2009.

## Tracce
1. Small Deaths – 5:19
2. Longform – 4:39
3. Fables – 4:18
4. The Strums – 4:47
5. This Is a Business – 4:39
6. Two Medicines – 5:27
7. Troll Nacht – 6:23
8. Acorn Factory – 4:04
9. Time to Die – 6:16

## Formazione
- Meric Long - voce, chitarra, tastiere
- Logan Kroeber - batteria, percussioni